# Bordj El Bahri
Bordj El Bahri è un comune dell'Algeria, situato nella provincia di Algeri.